# Faruk Tajfur

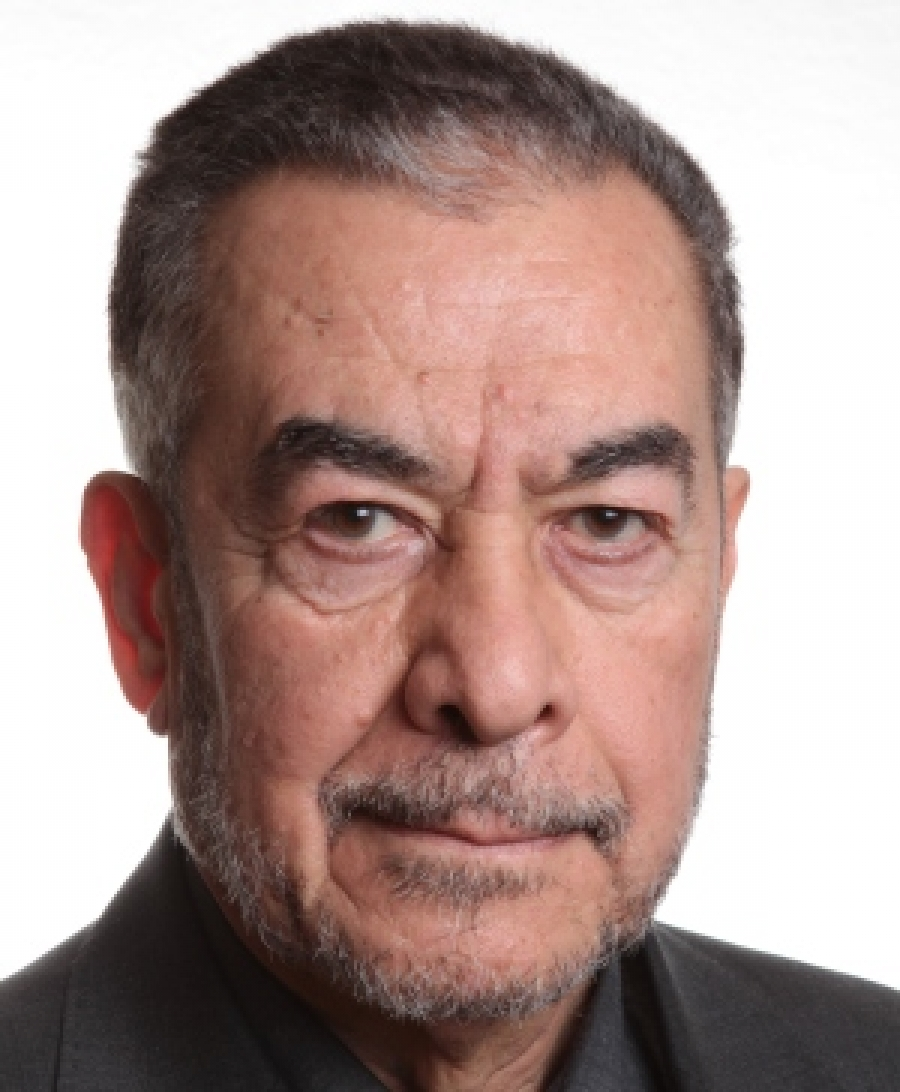
Faruk Tajfur

Faruk Tajfur oder Mohammed Farouk Tayfour (arabisch محمد فاروق طيفور, DMG Muḥammad Fārūq Ṭayfūr) ist der stellvertretende Vorsitzende oder „Vize-Führer“ der Moslembrüderschaft in Syrien.
Tajfur wurde am 9. November 2012 in das Generalsekretariat sowie zum Vizepräsidenten des Syrischen Nationalrates gewählt. Am 6. Juli 2013 wurde Mohammed Faruk Tajfur zudem zum Vizepräsidenten der Nationalkoalition für Oppositions- und Revolutionskräfte, der wichtigsten Oppositionsgruppe in Syrischen Bürgerkrieg, gewählt. Der Syrische Nationalrat ist Teil der Nationalkoalition.